# Henny Trayles
Henny Trayles   (Hamburg, 4 de juny de 1937 - Villa de Merlo, 17 de febrer de 2022) va ser una actriu i humorista alemanya nacionalitzada uruguaiana i resident a l'Argentina.

## Biografia
Henny Trayles va començar la seva carrera als 4 anys com a nena prodigi, estudiant de ball clàssic, piano, art dramàtic, acrobàcia, participant en festivals per ballar, recitar i actuar.
Entre 1955 i 1962 va actuar en el teatre independent, intervenint en diverses obres de repertori: Los cuernos de Don Friolera (Valle Inclán), Lisístrata (Aristòfanes), La fierecilla domada (Shakespeare), Doña Rosita la soltera (García Lorca), La Estrella de Sevilla (Lope de Vega), Amorío (Schnitzer), Locos de Verano (Laferrère), El Juglar del Mundo Occidental (Synge). També va actuar en dues revistes musicals, Caracol Col Col i Caracol 91.
El 1962 intervé en el programa humorístic uruguaià Telecataplum; posteriorment segueix amb el mateix programa a l'Argentina entre 1963 i 1968. Després venen altres comèdies com Jaujarana, Hupumorpo, Comicolor, Calabromas, etc., Mi cuñado, des de 1993 a 1998, i Verano del 98. Entre els seus companys de treball hi ha grans comediants, com Ricardo Espalter, Enrique Almada, Eduardo D'Angelo, Berugo Carámbula, Raymundo Soto, Andrés Redondo, Emilio Vidal, Alfredo de la Peña, Julio Frade, Gabriela Acher i Edda Díaz.
A partir del 1969 actua en unipersonals com Agripita contra todos, o el cafè concert Cómo ser una Idishe Mame, adaptació de l'obra de Dan Greenburg.
El 1986 actua en l'obra La Jaula de las Locas junt amb Tato Bores, Carlos Perciavalle i un gran elenc. L'obra es va presentar al Teatre Metropolitan de Buenos Aires amb un gran èxit, dirigida per Mario Morgan.
Va donar conferències, tallers, i seminaris de sanació amb el riure. Va obtenir el Premi Konex com a actriu còmica el 1981.
En els anys 2004 - 2005 treballa en Floricienta com «Greta».
En els seus últims anys va estar en cartellera el seu espectacle unipersonal ¿Me permite una Sonrisa?, on feia nostàlgia amb tots els seus personatges humorístics que va anar creant al llarg de la seva trajectòria. També dictava tallers de riure Humor y Valores.

## Filmografia
- Piel de verano, (1961)
- La industria del matrimonio, (1965)
- Disputas en la cama, 1972)
- Jacinta Pichimahuida se enamora, (1977)
- Yo también tengo fiaca, (1978)
- Gran valor, (1980)
- Corps perdus, (1990)
- Samy y yo o Un tipo corriente, (2002)
- Suspiros del corazón, (2006)
- Bueno (curtmetratge), (2007)
- Rompecabezas, (2009)

## Televisió
- Telecataplum, (1962)
- Show Rambler, (1965)
- Jaujarana, (1969)
- Hupumorpo, (1975)
- Comicolor, (1978)
- Hiperhumor, (1980)
- La viuda blanca, (1986)
- Mi cuñado, (1993), Corina
- Como vos & yo, (1998), Serafina
- Verano del '98, (1998), Rosario
- Buenos vecinos,(1999)
- Franco Buenaventura, el profe, (2002), Margarita
- Máximo corazón, (2002), Sara Sokolovski
- Floricienta, (2004–2005), Greta Van Beethoven
- El código Rodríguez, (2006), María Julia de Rodríguez
- Reparaciones, (2007), Lidia
- Una de dos, (2008)
- Todos contra Juan, (2008), Marta Perugia
- Todos contra Juan 2, (2010), Marta Perugia
- Graduados, (2012), Roxana Peicovich[2]
- Solamente vos, (2013)
- Viudas e hijos del rock and roll, (2015]), Ruth